# Centro floral de la ciudad de Iwaki
El Centro floral de la ciudad de Iwaki, en japonés: いわき市フラワーセンター Iwaki-shi Shiritsu Gurīnsentā, es un parque y jardín botánico de 260,866.62 m² de extensión ubicado en Iwaki, Japón. 

## Localización
Se puede llegar por la estación de Iwaki de la JR East unos 6 km al noreste de los manantiales de agua caliente de Ishimoriyama, situado aproximadamente en su centro con vistas a todos sus alrededores. 
Iwaki-shi Shiritsu Gurīnsentā, Ishimori 116, Iwaki-shi, Fukushima-ken 970-8686 Honshū-jima Japón.
Planos y vistas satelitales.37°2′0″N 140°53′0″E / 37.03333, 140.88333
Está abierto todos los días del año, se cobra tarifa de entrada.

## Historia
Se efectúa la apertura del parque en 1975.
El sistema del gerente designado lo adjudica a la compañía Joban Kaihatsu Co., Ltd. (Iwaki, Japón Turismo en parque nacional Organización espacio verde está administrado y operado hasta el 2009 (año fiscal 2009)) que el de la empresa que está llevando a cabo la gestión y explotación.

## Colecciones
Es un gran parque de alrededor de 260,866.62 m² de extensión donde se pueden observar las plantas silvestres de la zona de unas 600 especies y 50.000 en todo el año.
Además, en el parque hay instalaciones de generación de energía eólica e instalaciones de generación de energía solar.